# Léon Durand (Bischof)

Wappen

Léon-Auguste-Marie-Joseph Durand (* 27. Juli 1878 in Oran; † 20. März 1945 ebenda) war ein französischer römisch-katholischer Bischof von Oran.

## Leben
Léon-Auguste-Marie-Joseph Durand empfing am 29. März 1902 die Priesterweihe. Papst Benedikt XV. ernannte ihn am 10. Januar 1919 zum Titularbischof von Etalonia und Weihbischof in Marseille und am 10. März 1919 zum Titularbischof von Tricomia.
Der Erzbischof von Lyon-Vienne, Louis-Joseph Kardinal Maurin, spendete ihm am 3. Mai  desselben Jahres die Bischofsweihe; Mitkonsekratoren waren Dominique Castellan, Erzbischof von Chambéry, und Frédéric-Henri Oury, Alterzbischof von Algier.
Der Papst ernannte ihn am 11. Oktober 1920 zum Bischof von Oran.